# Arromanticismo

Bandera del orgullo arromántico, de arriba hacia abajo el significado de sus colores.
Representan el espectro arromántico
Representa el amor platónico
Representan la orientación sexual

El arromanticismo o arromanticidad (en griego antiguo: ἀ, lit. '‘sin’, ‘no’' + en latín: rōmānicē, lit. '‘romance’'), es un tipo de orientación romántica, la cual está caracterizada por la experiencia mínima o nula de atracción romántica, el arromanticismo se lo puede considerar un “término paraguas” que engloba a toda persona que no experimenta atracción romántica o que experimenta atracción romántica de manera leve o con variaciones con el paso del tiempo. Aún con la presencia del arromanticismo, algunas personas arrománticas pueden experimentar atracción sexual y participar en relaciones sexuales, es así como, las personas arrománticas pueden tener orientaciones sexuales sin tener alguna atracción romántica, incluyendo la heterosexualidad, la homosexualidad, la bisexualidad y pansexualidad, hasta llegando a la asexualidad.
Por lo general, “arromántico” es acortado como “aro” —nombre derivado del inglés ‘aromantic’—, en español, la abreviación se mantiene como ‘aro’, aunque también se utiliza la abreviación ‘arro’.

## Definición e identidad
Según el diccionario del Merriam-Webster, el arromanticismo es definido como la “tenencia de poco o ningún sentimiento romántico hacia los demás: experimentar poco o ningún deseo o atracción romántica”.
El opuesto del arromanticismo se lo conoce como ‘aloromanticismo’ (en griego antiguo: ἄλλος, romanizado: állos, lit. '‘otro’, ‘distinto’'), se la describe como la atracción romántica hacia una persona en concreto o un grupo de personas, una persona aloromántica puede experimentar o desear una atracción romántica hacia gente de su sexo opuesto, su mismo sexo o ambos sexos. Algunas personas que se identifican como arrománticas o que están dentro del espectro arromántico, mencionan haber ya experimentado atracción romántica o estar en una relación romántica en algún punto de sus vidas. Dentro del espectro arromántico existen otros términos que describen de manera más específica otras identidades dentro del espectro, como es el “gris–romanticismo” (experienca de atracción romántica raramente o en poca cantidad) o el “demiromanticismo” (en latín: demi, lit. '‘mitad’, ‘parcial’'; solo se experimenta una atracción romántica una vez se tiene una relación emocional fuerte), entre muchos otros. Como la experiencia de una atracción romántica es subjetiva, algunas personas arrománticas encuentran difícil determinar cuando se experimenta esta atracción, como también tener problemas para diferenciar entre una relación platónica con una relación romántica.

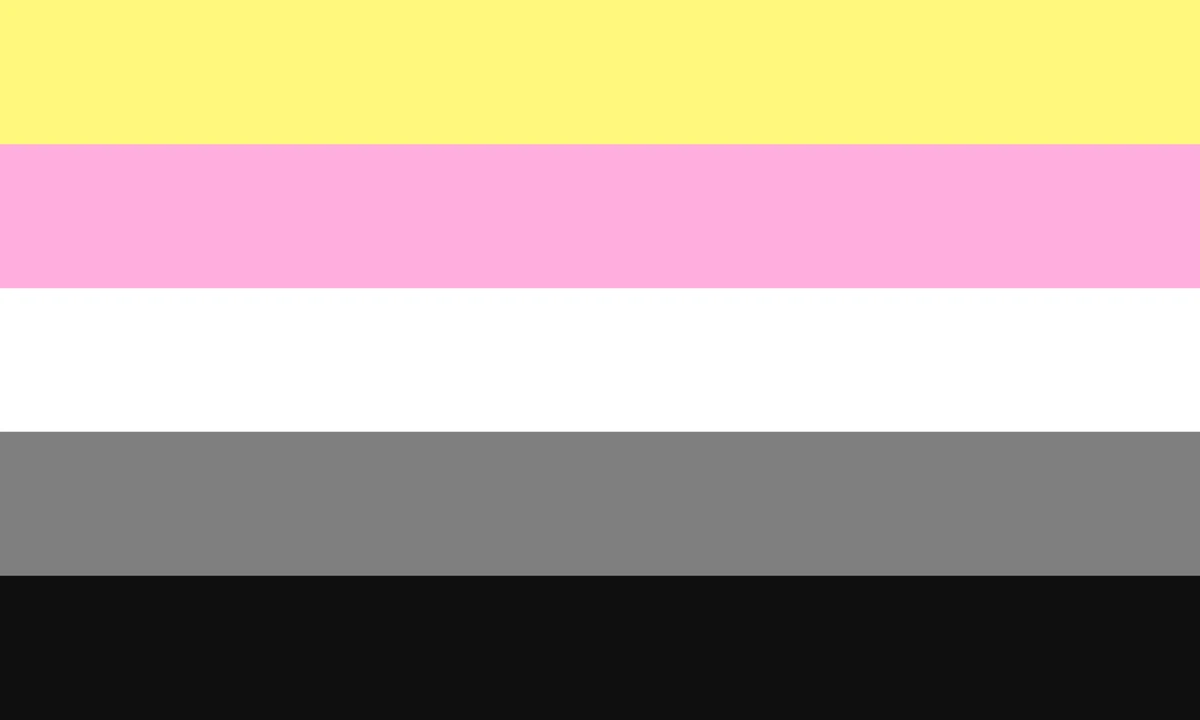
Bandera del orgullo queerplatónico.

Aunque las personas arrománticas pueden entrar y participar en relaciones románticas, es menos probable con las personas arrománticas a comparación de personas alorománticas; las personas arrománticas también pueden ser parte en relaciones no románticas, como son las relaciones íntimas, es así también, la gente arromántica pueden participar en relaciones sexuales y tener hijos, esto ya que, el arromanticismo es independiente de la sexualidad o el libido. Debido a la independencia del arromanticismo de la sexualidad humana, las personas arrománticas pueden identificarse con cualquier orientación sexual.
Las personas arrománticas también pueden experimentar amor platónico y de tener amistades con otras personas, en algunos casos llegando a formar relaciones íntimas no–románticas las cuales se las llaman “relaciones queerplatónicas”, las cuales son clasificadas como relaciones íntimas las cuales no son románticas, estas difieren de una amistad habitual, ya que a diferencia de una amistad, una relación queerplatónica puede tener un compromiso, estructura, estatus y normas más estrictas que las que hay dentro de una relación amistosa.
En varias ocasiones se argumentó que el arromanticismo es subrepresentado, poco investigado y comúnmente malentendido; es debido a este mal entendimiento del arromanticismo, que tanto el término como las personas que se identifican con ella son en ocasiones estigmatizadas y estereotipadas como sin corazón, infieles o con fobia a la intimidad. La filósofa y profesora de la Universidad Rice, Elizabeth Brake, propuso un conjunto de suposiciones sociales bajo el nombre de “amatonormatividad” (en latín: amatus, lit. 'amado' + normatividad), Brake describió este neologismo como una presión o deseo monogámico, romántico y/o matrimonial. Es dentro de esta definición que las personas asexuales, arrománticas y no monogámicas (como son por ejemplo personas poligámicas o poliamorosas), se convierten en “raros”.

### Sub–identidades del arromanticismo

#### Gris–romanticismo

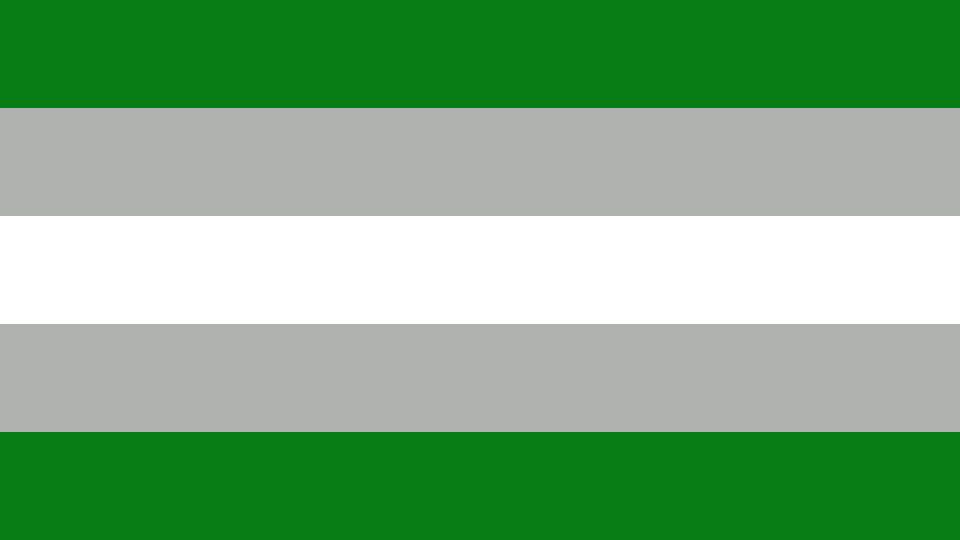
Bandera del orgullo grisromántico.

El gris–romanticismo es una orientación romántica dentro del espectro arromántico, el gris–romanticismo es caracterizado por la atracción romántica en pocas cantidades o rara vez, el nombre “gris–romanticismo” fue dado en referencia al “área gris”, un área metafórica utilizada por la comunidad LGBT para introducir flexibilidad en las experiencias románticas o sexuales, en este caso, el gris–romanticismo se encuentra en un punto intermedio del arromanticismo y del aloromanticismo (la atracción romántica hacia una persona o un grupo de personas). Dentro de la definición, una persona gris–romántica puede tener una orientación romántica, pero no estar interesado en entrar a una relación, o estar interesado en relaciones no–románticas, como son las relaciones queerplatónicas.
Según la psicoterapeuta y terapeuta sexual Dulcinea Pitagora, el gris–romanticismo es “el tiempo que toma para uno saber si siente atracción romántica por alguien, mientras que para otros es otra forma de explicar que las relaciones románticas no son prioridad ante otros tipos de relaciones.” Por otro lado, la educadora sexual, Lucie Fielding, diferencia el gris–romanticismo basado en el grado con el que uno tiene interés en participar en diferentes tipos de intimidad.

#### Demirromanticismo

Bandera del orgullo demirromántico, en sentido horario, el significado de sus colores:

El demiromanticismo (en latín: demi, lit. '‘mitad’, ‘parcial’') es una orientación romántica parte del espectro arromántico, el demiromanticismo es descrito como la atracción romántica que se forma una vez la persona crea una relación social fuerte con otra persona. Las personas demirrománticas pueden tener una orientación sexual definida, pero puede llegar a ser confuso definir o decidir una orientación romántica. Por lo general, se menciona que las personas demirrománticas tienden a estar en relaciones románticas con personas que conocen, como son amistades cercanas,
El término fue primeramente mencionado en 2008, por la AVEN, mismo tiempo en la que la demisexualidad empezaba a ser mencionada. En muchos casos, las personas demirrománticas pueden ver difícil enamorarse de otra persona, mucho más si no conocen a la persona o no tienen ninguna amistad con esa persona.Es muy común que la atracción demirromántica puede llegar a ser profunda y fuerte, a diferencia de otras atracciones románticas en las que con el tiempo esta atracción puede ir perdiéndose. Muchos mitos populares acerca del demirromanticismo incluyen ideas de que las personas demirrománticas tienen resentimiento u odio a acciones como los abrazos o las relaciones sexuales; al igual que varias otras orientaciones dentro del espectro arromántico, las personas demirrománticas pueden estar dentro de relaciones no románticas.

#### Arromanticismo asexual

Bandera del orgullo arromántico asexual, de arriba hacia abajo, el significado de sus colores:

El arromanticismo asexual, comúnmente abreviado como aro–ace (acortamientos de las palabras en inglés: ‘aromantic’ y ‘asexual’; traducido al español como “arro-as”), hace referencia a toda persona que están dentro del espectro arromántico, como del espectro asexual. Las personas arrománticas asexuales no sienten, por lo general, atracción romántica ni tampoco atracción sexual. En general, varias personas que se identifican como arrománticas asexuales, pueden aún sentir atracción por otras personas, no de manera romántica o sexual, pero con otros tipos de atracción como pueden ser 
de manera emocional, estética, platónica, entre otros.

#### Otras sub–identidades
Comúnmente el arromanticismo se lo describe como un espectro, referido como “espectro arromántico”, dentro de este se catalogan todo tipo de orientación romántica, sub–identidades o designaciones que son clasificadas o relativas a este espectro.
- Aegoromántico: Hace referencia a una persona que no experimenta atracción romántica, pero le gustan las ideas o representaciones del romance.
- Litromántico (en griego antiguo: λῐ́θος, romanizado: líthos, lit. 'piedra'): Una persona que experimenta atracción romántica, pero que no quiere que sea devuelto, ya que esta atracción romántica deja de experimentarse o se pierde.
- Cupioromántico (en latín: cupio, lit. 'desear, anhelar'):[51] Una persona que experimenta poca a nula atracción romántica, pero que desea estar dentro de una relación romántica.[52]
- Frayromántico: Una persona que experimenta atracción romántica hacia personas desconocidas para ellos, pero a medida que conocen más a la persona, la atracción romántica va desapareciendo.
- Quoiromántico (en francés: Quoi, lit. 'Qué'): Una persona que no sabe si está experimentando atracción romántica, o que no sabe diferenciar la atracción romántica de otras atracciones como la sexual, platónica o amistosa.

La lista hecha son de términos comúnmente mencionados que son parte del espectro arromántico, existen muchos otros términos que empezaron a emerger que aún no son comúnmente usados por la comunidad.

## Comunidad

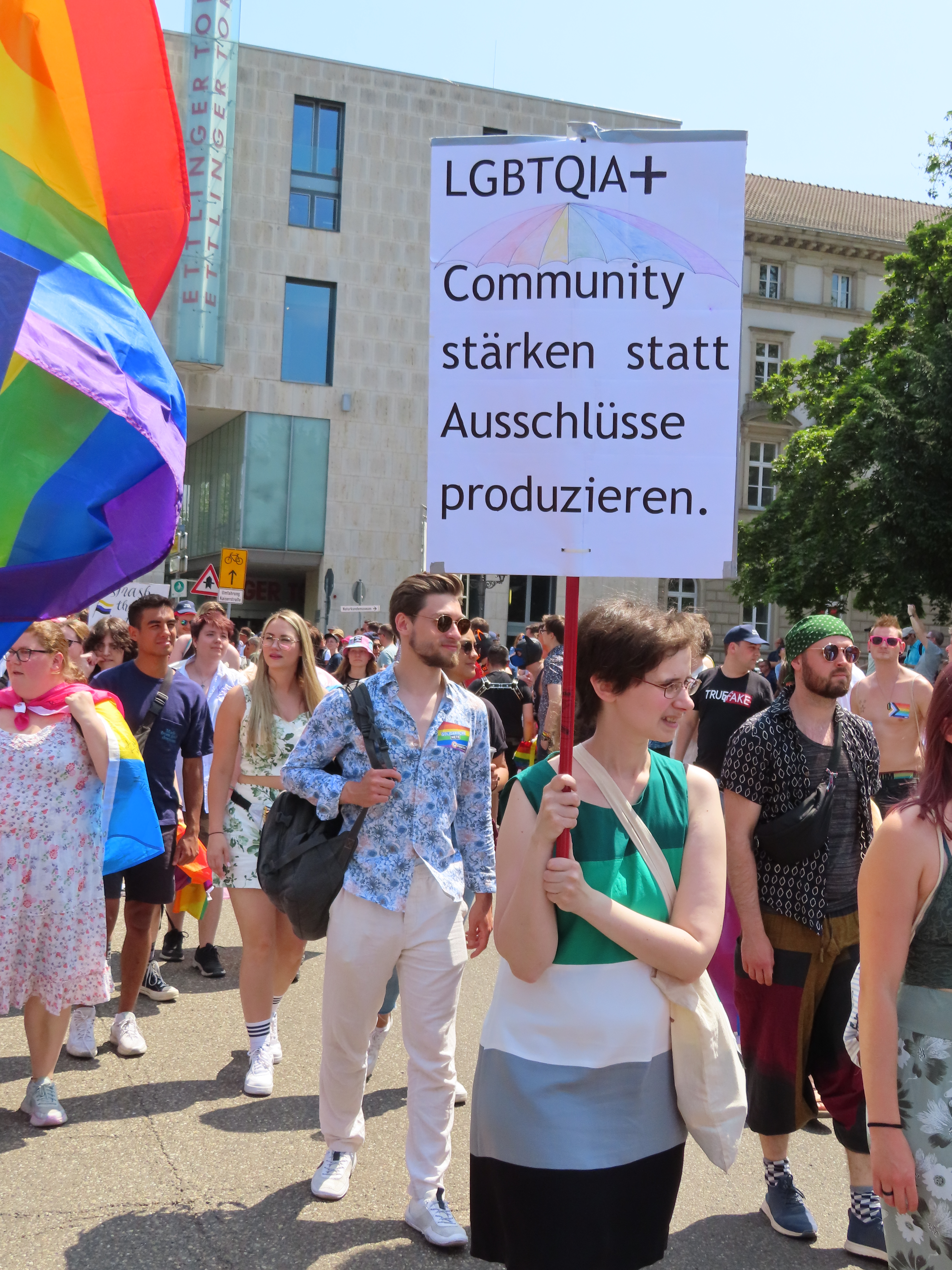
Una persona en una marcha del orgullo durante el CSD en Alemania, vistiendo un vestido con la bandera arromántica; 2023. El cartel en alemán dice: “LGBTQIA+, fortalecer a la comunidad en lugar de producir exclusión”.

Una de las primeras menciones del arromanticismo, se remonta a mediados de la década de los 2000, siendo primeramente mencionado en el foro de AVEN, mismo sitio web en el que las primeras comunidades arrománticas comenzaron a aparecer, de ahí en adelante la comunidad arromántica se expandió a otras redes sociales como son Tumblr y Reddit.
En búsqueda de mayor reconocimiento y aceptación, varias organizaciones fueron creadas, la Aromantic-spectrum Union for Recognition, Education, and Advocacy (AUREA), fue fundada con el fin de dar reconocimiento y educación acerca del arromanticismo, como de ayudar a las personas dentro del espectro arromántico a conseguir mayor reconocimiento con el público general, esta misma organiza la “semana de concientización del espectro arromántico”, celebrada en febrero, esta originalmente celebrada entre el 10 y 17 de noviembre, pero que ahora es celebrada después del día de San Valentín.

### Símbolos
Uno de los símbolos más conocidos del arromanticismo, es su bandera del orgullo, la más popular fue hecha por Cameron Whimsy en 2014, publicada por primera vez en la red social Tumblr. La bandera hecha por Whimsy consiste de cinco franjas: las dos franjas superiores, ambas de tonos de verde, representan el espectro arromántico; la franja central de color blanco representa toda atracción no–romántica, como son la amistad, el amor platónico (y consigo, el queerplatónico), entre otras; las dos franjas inferiores, una de color gris y la otra de color negro representan la sexualidad humana.
Otro símbolo popular del arromanticismo, es el uso de un anillo de color blanco, este comúnmente puesto en el dedo medio de la mano izquierda de la persona. La idea tuvo lugar en Tumblr en 2014, el usuario “ace-aro-pirates” menciona que, del mismo modo que las personas asexuales suelen usar un anillo de color negro en el dedo medio de la mano derecha para identificarse entre ellos, debería de haber una misma versión pero para personas arrománticas. El color blanco del anillo fue el más escogido de los colores propuestos, no solo por ser “opuesto al anillo negro”, sino también por ser notable para otras personas arrománticas. Tanto el anillo negro, como el anillo blanco, tienen variantes, algunas incluyendo otros símbolos de las comunidades, como son alimentos, animales, plantas, símbolos de la baraja francesa, entre otros, en muchos casos para “evitar ser cuestionados y decir alguna excusa.”

Bandera del orgullo arromántico
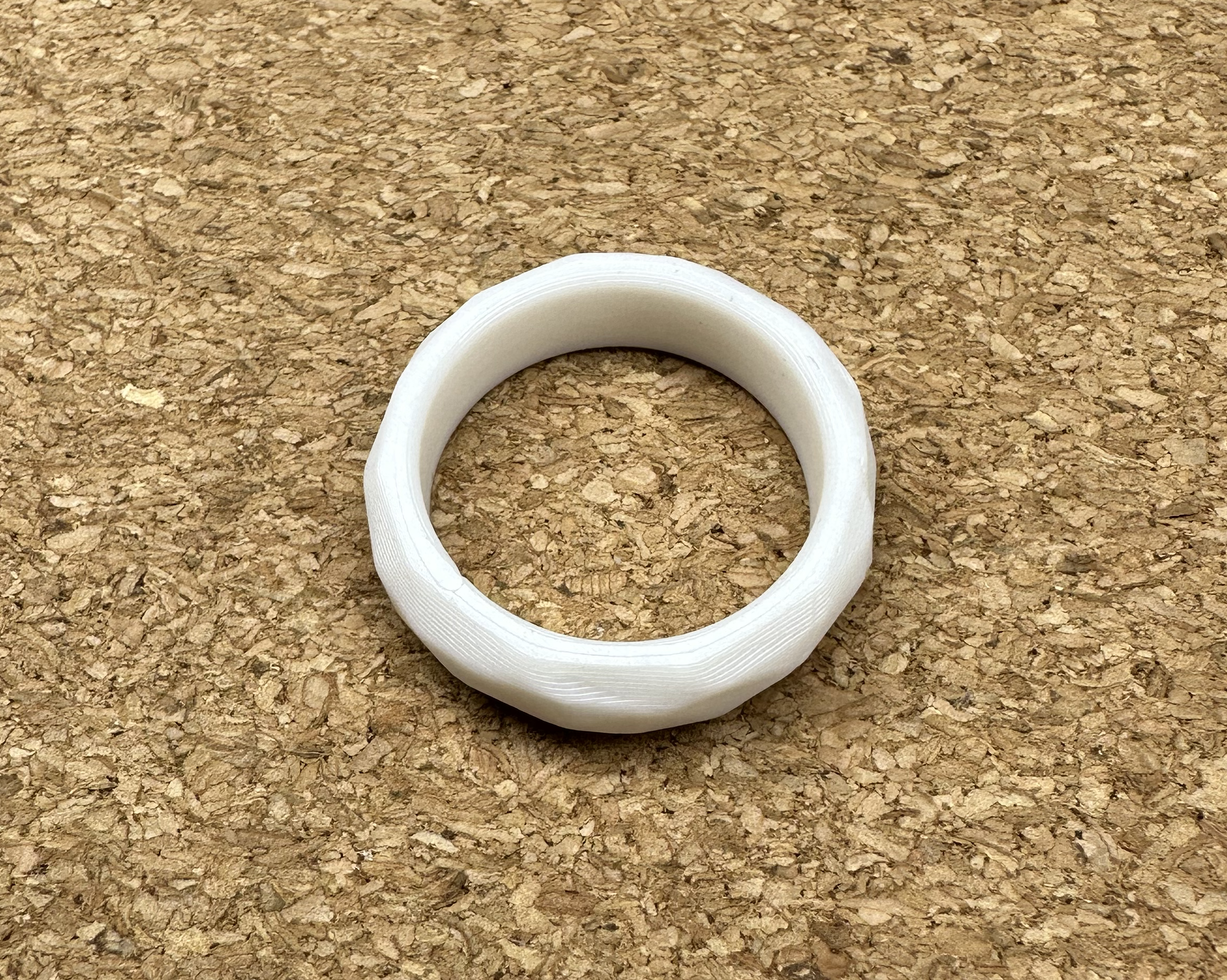
Un “anillo arro”, un anillo de color blanco que se pone en el dedo medio de la mano izquierda.